# Asine (Laconia)
Asine (in greco antico: Ἀσίνη?) era una polis dell'antica Grecia ubicata in Laconia.

## Storia
Viene citata da Tucidide come una delle città devastate dagli ateniesi nel 424 a.C. Dal contesto non sembra essere l'altra città chiamata Asine esistente in Messenia.
Viene citata anche da Senofonte in Elleniche, per essere stata conquistata dagli arcadi nel 367 a.C.
Strabone la localizza sulla costa del golfo di Laconia, tra Samatunte e Gizio.
Qualcuno ha ipotizzato che potesse essere ubicata nel luogo dell'attuale Skoutari.